# Дуплищи
Дуплищи — деревня в России, в Пустошкинском районе Псковской области. Входит в состав Пригородной волости.

## География
Деревня расположена в 14 км к западу от города Пустошка, западнее Соинского озера.

## Население
| 2002 | 2010 |
| ---- | ---- |
| 46   | ↘18  |

Численность населения деревни по оценке на начало 2001 года составляла 40 жителей.